# Thomas Nielsen (politiker)
 Der er flere personer med dette navn, se Thomas Nielsen.
Thomas Nielsen (13. november 1838 i Sønder Lem – 27. marts 1895) var en dansk skolemand og politiker.

## Uddannelse og redaktørgerning
Han blev født 13. november 1838 i Sønder Lem ved Ringkøbing af gammel anset bondeæt og var søn af gårdejer Niels Jørgensen (1794-1847) og Mette Kirstine Thomasdatter (1797-1882). Under hans opvækst rørte der sig kun lidet åndeligt liv omkring ham, og han selv blev hårdt opdraget af sin stedfader og holdt strengt til bondearbejde. Efter sin konfirmation blev han grebet af den kirkelige vækkelse, der bredte sig til egnen, dog uden selv at blive grundtvigianer, og fik lyst til skolegerningen. Uden nogen forberedelse blev han i vinteren 1855-56 omgangsskolelærer i Torsted og var den næste vinter lærer ved en biskole i Dejbjerg. I sommeren 1857 optoges han på Jelling Seminarium og udgik her fra 1860. På seminariet optrådte han jævnlig som taler, bl.a. som opponent mod forstanderen, Svendsen; endvidere læste han her med dyb interesse Søren Kierkegaards «Øieblikket» og de frisindede hovedstadsblade og blev en ivrig national venstremand. Efter sin eksamen blev han skolelærer i Øster Bording nær ved Silkeborg og kom her snart i forbindelse med Jens Christian Hostrup, som den gang var præst i Silkeborg, og som i sine erindringer giver ham følgende omtale: "med varme religiøse og folkelige Interesser, en ivrig Demokrat, et godt Hoved og et ungdommeligt mod til at gaa paa". Efter Hostrups opfordring blev han i foråret 1862 redaktør af Silkeborg Avis og viste straks gode evner for denne virksomhed; optrådte også som taler ved grundlovsfesten på Himmelbjerget ("var dagens Helt") og blev i efteråret af Michael Drewsen sendt til Herningkredsen for at virke for Carl Frederik Blixen-Fineckes valg til Folketinget. Således fik han her indvielsen til hele sin senere gerning.
Ved årets slutning forflyttedes han til Birk nær ved Herning og forblev som lærer her indtil 1877 (tog formelt afsked 1881), men stiftede desuden 1867 Hammerum Folkehøjskole, som han styrede indtil 1870, og 1877 en realskole i Herning, som han bragte i god gang og styrede indtil 1883. Også virkede han tidlig som politisk og religiøs foredragsholder og forstod at vække liv i denne hidtil døde egn. I efteråret 1865 stiftede han Vejle Amts Folkeblad, som efterhånden vandt en stor udbredelse og betydelig indflydelse, og hvis eneejer han blev 1882 (han skrev i en række år under mærket X). Det fik flere aflæggere, der senere udvikledes til selvstændige blade, Vestjylland eller Herning Folkeblad 1869, Fredericia Folketidende (senere kaldet Fredericia Dagblad) 1873 og Esbjerg Avis 1890, og som alle medvirkede til at forøge hans politiske magt og økonomiske velstand.

## Politisk debut
I marts 1864 søgte han første gang valg til Folketinget i Herningkredsen, men uden held, og det gik ikke bedre, da han i oktober 1866 stillede sig i Kolding mod Christen Berg på grund af dennes tilslutning til den gennemsete grundlov. 3 år senere valgtes han derimod i Vejlekredsen og repræsenterede denne indtil februar 1887, da han gik over i Landstinget; han genvalgtes med stigende stemmetal, skønt under gentagne hårde valgkampe. Han sluttede sig straks til Det forenede Venstre, blev allerede 1871 medlem af Finansudvalget og var dette, så længe han sad i Folketinget; han tog meget virksom del i dets arbejder og var i en lang årrække ordfører over de andragender, som indkom til det. Han fik også sæde i mange andre vigtige udvalg og var jævnlig deres ordfører. Han var altid en flittig og dygtig arbejder, der med grundighed satte sig ind i sagerne (bl.a. fordybede han sig i de vestindiske forhold og tilegnede sig en virkelig indsigt heri), og han stræbte ved selvstudium at vinde kundskab om statsøkonomi. Mange hånde spørgsmål var det, som han i tidernes løb kom til at give sig af med, og til hvis løsning han ydede sit ofte ejendommelige bidrag.
Hvad der særlig lå ham på sinde, og hvad han stadig viede sine kræfter, var at drage omsorg for småkårsfolk og for, hvem der ellers vare på livets skyggeside. Han var 1875 ordfører for forslagsstillerne til et lovudkast om understøttelseskasser, og han gav derved stødet til nedsættelse af arbejderkommissionen (afslog dog selv at tage sæde i denne) samt forberedte de senere forslag om alderdomsunderstøttelse. Ligeledes rejste han 1878 først spørgsmålet om kreditforeninger for husmænd og blev senere (1883) selv medlem af bestyrelsen for den nørrejyske forening. Han var en varm talsmand for statstilskud til åndssvageanstalterne (blev 1888 medlem af kommissionen herom), til børnehjem og andre humane formål, ligeledes for forbedring af almueskolen og for statshjælp til realskolerne og til «bondestudenterne». Endvidere virkede han for bygning af jernbaner i Midtjylland, vistnok med særligt hensyn til sin valgkredses og sin hjemstavn Hernings tarv. Som god demokrat foreslog han 1871 tvungen afløsning af len og stamhuse, og han ville ikke nøjes med at give menighederne del i præstevalget, men krævede også for dem indflydelse på præsternes afskedigelse.

## Agitatoren
I sine første rigsdagsår var Nielsen en af Venstres heftigste talere – ja måske den bitreste – imod ministeriet og det nationalliberale parti, ligesom han på folkemøder var en af dets ivrigste agitatorer. Han gik endog så vidt, at han i januar 1873 ligefrem udtalte sin "personlige Modbydelighed" imod at forhandle med C.C. Hall, den samme, mod hvis udenrigsstyrelse han 10 år tidligere havde rettet sine første angreb i Silkeborg Avis. Han hørte også til det mindretal, som i foråret 1873 ville nægte finansloven; blev snart efter medlem af Det forenede Venstres bestyrelse og var som sådan 1876 med at foreslå rigsretsanklage mod 5 ministre. Ikke mindre skarpt optrådte han imod ministeriet Estrup, i det han betegnede det som bærer af alskens standsprivilegier og som udtryk for en enkelt klasses magtsyge, hvorimod han selv med styrke hævdede det menige folks ret, den almindelige valgrets betydning og det der fra udgående folketings naturlige overvægt i statslivet.
Men på den anden side var han alt for meget en arbejdets mand til længe at kunne nøjes med agitationen alene og alt for ædruelig i sin opfattelse til ikke at øjne den fare, som den fortsatte storpolitiske kamp medførte for folkets jævne udvikling. Han forstod derfor at tæmme sin lidenskab og blev talsmand for forhandling og overenskomst, i det han foretrak selv små fremskridt for at skulle vente på de store. I efteråret 1877 understøttede han Frede Bojsen og Ludvig Holstein-Ledreborg i at slutte aftalen med Højre om den provisoriske finanslov og medvirkede senere til udjævning af tvistemålene; han hørte fra den stund til Det moderate Venstres ledende mænd. Dog glemte han aldrig naget imod J.B.S. Estrup, fordi denne ved ikke den gang at vige pladsen holdt den politiske kamp åben. Han var næste år ordfører for det vestindiske udvalg, hvis holdning medførte Folketingets opløsning, sluttede sig senere, om end modstræbende, til visnepolitikken og rettede på ny i efteråret 1883 den skarpeste dadel imod Estrup.

## Skift til Landstinget
I februar 1887 valgtes han til Landstinget for 11. kreds og var her indtil sin død Venstres – og særlig den mådeholdne fløjs – politiske ordfører. Han var stadig medlem af Finansudvalget og tillige af mange andre udvalg (om sygekasser, om skolelærerseminarierne, om statsskole for lærerinder mm. og øvede, skønt mindretallets leder, en meget betydelig indflydelse og forsømte aldrig lejligheden til at fremhæve det provisoriske systems mislige følger både i finansiel og politisk henseende. Han havde væsentlig del i at forberede og afslutte det politiske forlig 1894 og valgtes derefter til medlem af den store landbokommission.
Men det forundtes ham ikke at se, hvorledes udviklingen kom til at forme sig under den forandrede partistilling, af hvilken han havde ventet sig så gode frugter. Hans bryst havde aldrig været stærkt, og det stadige arbejde havde tæret på hans kræfter. Et par gange var han, vistnok som følge af overanstrengelse på politiske møder, bleven ramt af et apoplektisk slag, og efter et par dages sygeleje bortreves han af lungebetændelse 27. marts 1895 på 23 års dagen for hans bryllup. Han var en ægte jysk politiker, sej og vedholdende, kløgtig og mistænksom. Flid og driftighed havde gjort ham til en velstående mand, og han drev også med iver et mindre landbrug i Herning. For mange unge mænd har han været en virksom ven og rådgiver. Siden 1875 var han medlem af bestyrelsen for Dansk Husflidsselskab og siden 1885 for Dansk Folkemuseum. Han havde 27. marts 1862 ægtet Margrete Pedersen (17. januar 1837 – 29. september 1884), datter af gårdejer Peder Pallesen Fløe (1805-1892).